# Myoictis leucura
Myoictis leucura е вид бозайник от семейство Торбести мишки (Dasyuridae).

## Разпространение
Видът е разпространен в планинските гори на Папуа Нова Гвинея.